# Kol- och stålforskningsfonden
Kol- och stålforskningsfonden är en fond inom Europeiska unionen som förvaltas av Europeiska kommissionen. Den finansierar anslag till forsknings- och innovationsprojekt inom kol- och stålsektorn. Fonden finansieras genom de tillgångar som överfördes från Europeiska kol- och stålgemenskapen till unionen i samband med den förstnämndas upplösande den 23 juli 2002. Fonden har sin egen rättsliga grund i protokoll 37 fogat till unionens grundfördrag och utgör inte en del av den ordinarie unionsbudgeten.